# 下陸区
下陸区（かりく-く）は中華人民共和国湖北省黄石市に位置する市轄区。

## 行政区画
- 街道:団城山街道、新下陸街道、老下陸街道、東方山街道